# Stura di Demonte
Pour les articles homonymes, voir Stura.
La Stura di Demonte est une rivière de la province de Coni (partie de la région du Piémont italien) entièrement incluse sur cette province. Sa partie à régime torrentielle (partie amont) se termine à Vinadio parcourant la vallée de la Stura di Demonte à partir de sa source qui borde la frontière française au col de Larche à 1 996 m. Sa longueur est de 115 km et son bassin versant de 1 579 km2 avec un débit moyen de 36 m3/s.

Elle est le principal affluent rejoignant par sa rive gauche le Tanaro qui est affluent du Pô (après la rivière Bormida second affluent).
À Roccasparvera se trouve un barrage. Près de Coni, elle est surplombée par l'imposant viaduc Soleri (it) et y conflue avec son principal affluent, le torrent du Gesso (Vallée du Gesso) dont le débit moyen d'environ 21 m3/s double ainsi son volume d'eau. Elle poursuit vers Fossano par un défilé encaissé de plusieurs mètres par rapport au niveau du plateau de Coni. Elle rejoint Cherasco pour confluer ensuite par sa rive gauche le Tanaro.

## Petits affluents amonts
- Rive droite les torrents de Puriac, le Rio-Freddo, le Corborant, le Sant'Anna ;
- Rive gauche le Neirassa, le torrent Cant (it).

## Hydronymie
Deux voies d'interprétation de "Stura" se concurrencent :
- En 2006, un chercheur affirme un lien de Stura avec une désignation commune d'un torrent. Exemple variante Estéron (Alpes Maritimes) [1]. En effet cette interprétation semble pertinente car en Italie on peut constater six occurrences de cette graphie, utilisée pour un hydronyme de cours d'eau à régime torrentiel.
- En 1964, Guy Barruol, un historien qui a produit par ailleurs de très intéressant travaux, établi un lien entre ce nom Stura et l'époque pré-romaine où au chef-lieu la peuplade était nommé Tyrii/ Turi / Turri, affirmé par Pline[2]. À la fin du Ier siècle de notre ère, la civitas de Pedona Borgo San Dalmazzo était rattachée aux Alpes cottiennes.